# Leopold Landau
Leopold Landau (Varsavia, 16 luglio 1848 – Berlino, 28 dicembre 1920) è stato un ginecologo tedesco.

## Biografia
Landau studiò medicina presso le università di Breslavia, Würzburg e Berlino, conseguendo il dottorato in quest'ultima istituzione nel 1870. Dopo aver prestato servizio come chirurgo assistente durante la guerra franco-prussiana, fu docente di ginecologia presso l'Università di Breslavia (1872- 76). Successivamente, tornò a Berlino come docente di ginecologia, dove nel 1893 divenne professore ordinario.
Nel 1892 con suo fratello, Theodor Landau (1861-1932), aprì il Frauenklinik a Berlino che divenne famosa in tutta la Germania. Durante questo periodo, condusse delle ricerche mediche, pubblicando delle opere note su mioma e operazioni vaginali radicali. Con suo fratello, fu co-autore di Die Vaginale Radicaloperation: Technik und Geschichte (1896), in seguito tradotto in inglese e pubblicato come The history and technique of the vaginal radical operation (1897).
Landau era attivo nel movimento sionista e uno dei fondatori della Akademie für die Wissenschaft des Judentums di Berlino.
Suo figlio era il famoso matematico Edmund Landau (1877-1938).